# دوروتی ای. اسمیت
دوروثی ادیت اسمیت (به انگلیسی: Dorothy E. Smith)؛ CM؛ (۶ ژوئیه ۱۹۲۶–۳ ژوئن ۲۰۲۲) زادهٔ بریتانیا و قوم‌نگار، پژوهشگر 
مطالعات فمینیستی، جامعه‌شناسی، مطالعات آموزشی و نویسنده‌ای با علایق پژوهشی در رشته‌های مختلف شامل مطالعات زنان، نظریه فمینیست، روان‌شناسی و مطالعات آموزشی از کانادا بود. اسمیت همچنین در زیرشاخه‌های خاصی از جامعه‌شناسی مانند جامعه‌شناسی شناخت، مطالعات خانواده و روش‌شناسی فعال بود. او گرایش‌های جامعه‌شناختی قوم‌نگاری نهادی و فمینیسم موضعی را پایه‌گذاری کرد.

## زندگینامه
اسمیت در ۶ ژوئیه ۱۹۲۶ 
در  نورثالرتون، نورث رایدینگ یورکشایر انگلستان زاده شد. تام پلیس و دوروتی فاستر پلیس، یک دختر و سه پسر داشتند: مادرش یک شیمیدان تحصیلکرده در دانشگاه بود که در دوران جوانی در جنبش حق رای زنان شرکت داشت و پدرش تاجر چوب بود. یکی از برادرانش، اولین پلیس، به دلیل کارش روی آگاهی به عنوان فرآیندی از مغز مشهور شد و دیگری، میلنر پلیس شاعر بود.
اسمیت در ۲۵ سالگی به عنوان منشی در صنعت چاپ کتاب مشغول به کار شد و این باعث علاقه بیشتر او شد. پس از این درک، اسمیت دوره کارشناسی را در مدرسه اقتصاد لندن به پایان رساند و در رشته جامعه‌شناسی با گرایش انسان‌شناسی اجتماعی در سال ۱۹۵۵ مدرک لیسانس دریافت کرد. او سپس با ویلیام رید اسمیت ازدواج کرد که در حین حضور در دانشکده LSE با او آشنا شده بود و به ایالات متحده مهاجرت کردند. هر دوی آنها در مقطع کارشناسی ارشد در دانشگاه کالیفرنیا، برکلی شرکت کردند، جایی که او در سال ۱۹۶۳، مدرک دکترای جامعه‌شناسی را دریافت کرد: نه ماه پس از تولد دومین فرزندشان. چندی بعد وی و شوهرش طلاق گرفتند. او حضانت فرزندان را حفظ کرد. سپس به عنوان مدرس از سال ۱۹۶۴ تا ۱۹۶۶ در دانشگاه برکلی تدریس کرد. اسمیت تدریس جامعه‌شناسی را آغاز کرد: تنها استاد زن ۴۴ ساله دانشکده بود.
اسمیت پس از طلاق، در حالی که سعی می‌کرد دو فرزندش را به تنهایی بزرگ کند، از مهدکودک و پشتیبانی خانواده محروم بود. در نتیجه، او حتا در اواخر دهه ۶۰ تصمیم گرفت به انگلستان برگردد۰. زمانی که آنجا بود، او در دانشگاه اسکس، کولچستر در مورد جامعه‌شناسی سخنرانی کرد. در سال ۱۹۶۸، اسمیت با دو پسرش به ونکوور، بریتیش کلمبیا مهاجرت کرد تا در دانشگاه بریتیش کلمبیا تدریس کند: جایی که او به ایجاد برنامه مطالعاتی زنان کمک کرد.  در سال ۱۹۷۷ اسمیت به تورنتو، انتاریو رفت تا در موسسه انتاریو برای مطالعات آموزش و پرورش کار کند: جایی که تا زمان بازنشستگی در آن زندگی می‌کرد. در سال ۱۹۹۴ او استادیار دانشگاه ویکتوریا (کانادا) شد و در آنجا به کار خود در زمینه قوم‌نگاری نهادی ادامه داد. اسمیت مدتی در هیئت مشاوره بین‌المللی مجله فمینیستی نشانه‌ها خدمت کرد.
اسمیت در ۳ ژوئن ۲۰۲۲ در ۹۵ سالگی بر اثر عوارض ناشی از سقوط در خانه خود در ونکوور درگذشت.

## الهام

### نفوذ خانوادگی
دوروتی اسمیت از صف طولانی فعالان فمینیست برخاسته بود. هر یک از این شخصیت های خانوادگی تأثیری بر نظریه‌ها و ایده‌های جامعه‌شناختی اسمیت داشتند. مهمترین آنها مارگارت فاکس، لوسی الیسون آبراهام، و دوروتی فاستر پلیس بودند.
مارگارت فاکس نی فل، رهبر فمینیست جنبش کواکر سده هفدهم بود. او که اغلب به عنوان "مادر کواکریسم" شناخته می شود، در خانه خود را باز کرد تا به عنوان یکی از اولین مقرهای انجمن دوستان مذهبی کواکر مورد استفاده قرار گیرد. لوسی الیسون آبراهام و دوروتی فاستر پلیس به ترتیب مادربزرگ و مادر دوروتی اسمیت بودند. هر دو عضو اتحادیه اجتماعی و سیاسی زنان (WSPU) بودند و در فعالیت‌های مبارزاتی برای حق رأی شرکت داشتند. آبراهام بیشتر در کارهای سازمانی و اداری شرکت داشت، در حالی که پلیس فعال تر بود، حتی یک بار در جریان یک کمپین شکستن پنجره دستگیر شد.
هویت اسمیت به عنوان یک مارکسیست-فمینیست در طول دهه 1970، زمانی شکل گرفت که تاریخ زندگی او و جنبش زنان در حال ادغام شدند تا به زندگی و عملکردهای جامعه شناختی او کمک کنند. جنبش زنان ونکوور از سال 1968 تا 1977 یک لحظه کلیدی در توسعه هویت اسمیت بود. ترکیب اصل و نسب فمینیستی اسمیت و تجربیات خود او در جنبش‌های زنان به شکل‌گیری نظریه دیدگاه او ادامه داد. اسمیت با در نظر گرفتن اینکه چگونه چهره های زن تاثیرگذار در زندگی او به فمینیسم و نابرابری جنسیتی پرداختند، توانست تجربیات خود را در یک نظریه جمع آوری کند. نظریه دیدگاه اسمیت استدلال می کند که منشاء دیدگاه از تجربیات زنان به عنوان خانه دار نشات می گیرد. هر یک از سه اجداد او خانه دار بودند و این به رویکرد آنها به فمینیسم و کنشگری افزوده و شکل می دهد.

### نفوذ بیرونی
اسمیت با نظریه‌پردازانی همانند کارل مارکس و آلفرد شوتس پیوندهای تأثیرگذاری داشت. بر پایه نظریه مارکسیستی، اسمیت ازخودبیگانگی مارکس را به سرمایه‌داری طبقه‌بندی شده جنسیتی تبدیل کرد و در کتاب "فمینیسم و مارکسیسم" توضیح داد که چگونه "روابط عینی اجتماعی، اقتصادی و سیاسی... ستم بر زنان را شکل می‌دهد و تعیین می‌کند." از شوتز، اسمیت توضیح می‌دهد که «افراد به‌عنوان «انواعی» تجربه می‌شوند، که بر اساس مفهوم او از روابط umwelt و mitwelt توسعه می‌یابند. اسمیت در کتاب «دنیای روزمره به عنوان مساله‌ساز: جامعه‌شناسی فمینیستی»، رابطه ناخوشایند و بی‌نظیر سلطه مردان را توضیح می‌دهد و ادعا می‌کند: "کار زنان، اشکال عینی و واقعی را از مردان پنهان می‌کند که کار آنها به آن بستگی دارد."  اسمیت همچنین پس از گذراندن یکی از کلاس‌ها، تحت تأثیر جورج هربرت مید و پس از مطالعه کتابی، تحت تأثیر نویسنده آن، موریس مرلوپونتی قرار گرفت.

## رشته‌ها
شماری از رشته‌های فمینیستی متمایز وجود دارد که در آن متخصصان در سایر زمینه‌ها تکنیک‌ها و اصول فمینیستی را در زمینه‌های خود به کار می‌گیرند. علاوه بر این، اینها بحث‌هایی هستند که نظریه فمینیستی را شکل می‌دهند و می‌توانند به جای یکدیگر در استدلال‌های نظریه‌پردازان فمینیست به کار روند.

### ویدئوی سخنرانی

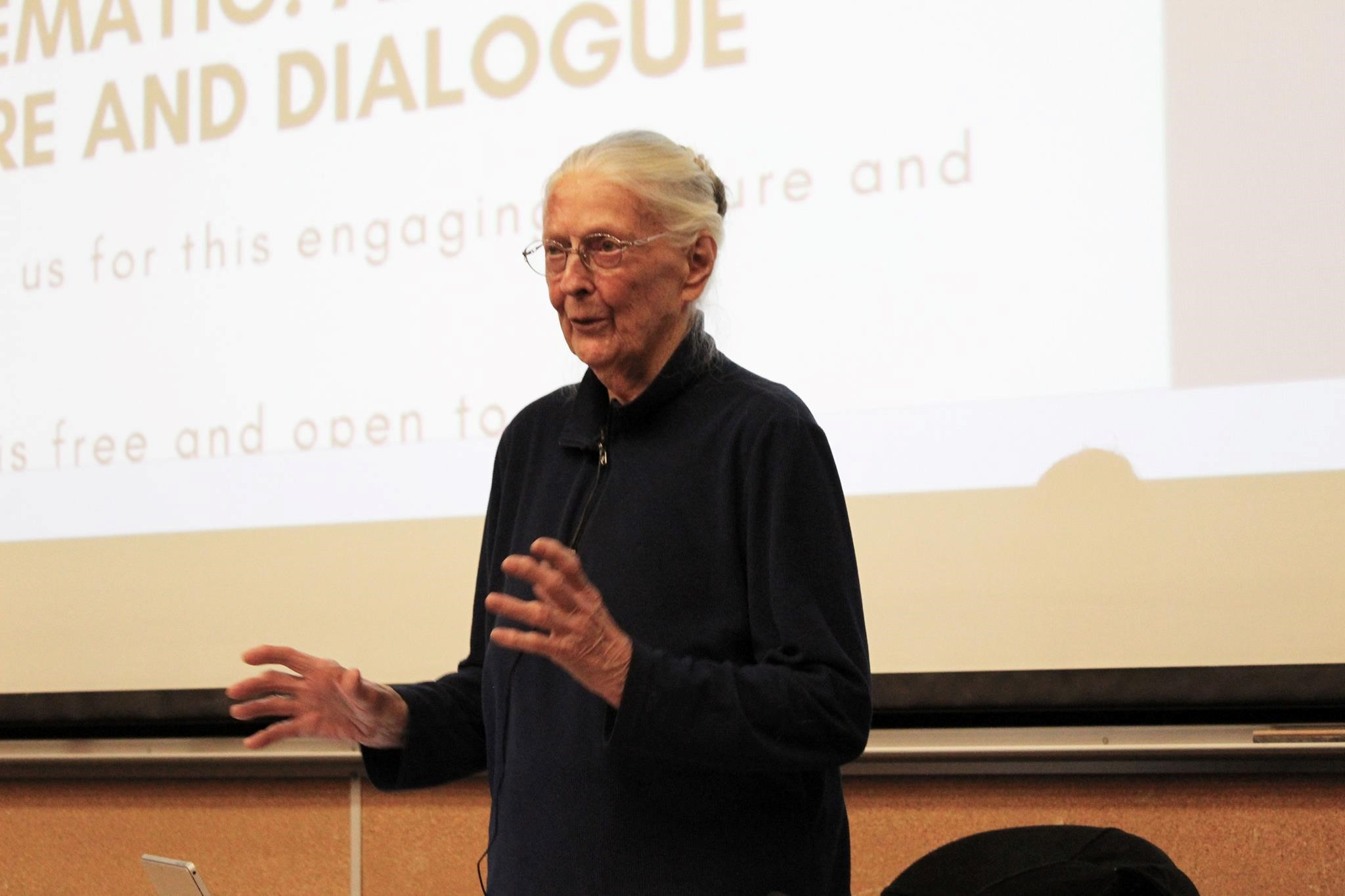
اسمیت در حال سخنرانی در دانشگاه تورنتو

اسمیت یک سخنرانی ضبط شده ارائه کرد و کار و افکار خود را در مورد قوم‌نگاری نهادی معرفی کرد. این سخنرانی در ۵ نوامبر ۲۰۱۸ در دانشکده بهداشت عمومی دالا لانا برگزار شد.